# Haus des Rundfunks
Das Haus des Rundfunks ist ein zwischen 1929 und 1931 errichtetes, denkmalgeschütztes Gebäude gegenüber dem Funkturm im Berliner Ortsteil Westend des Bezirks Charlottenburg-Wilmersdorf. Seine Hauptfassade erstreckt sich entlang der Masurenallee. Das von Hans Poelzig entworfene Gebäude ist sowohl architektonisch wie auch rundfunkgeschichtlich von großer Bedeutung.
Seit Mai 2003 ist es Sitz des Rundfunks Berlin-Brandenburg (RBB). Im Haus des Rundfunks werden die Hörfunkprogramme rbb 88.8, radio3 und rbb24 Inforadio produziert. Die beiden Sendesäle dienen auch für öffentliche Konzerte.

## Geschichte

### Wettbewerb (1927/1928)

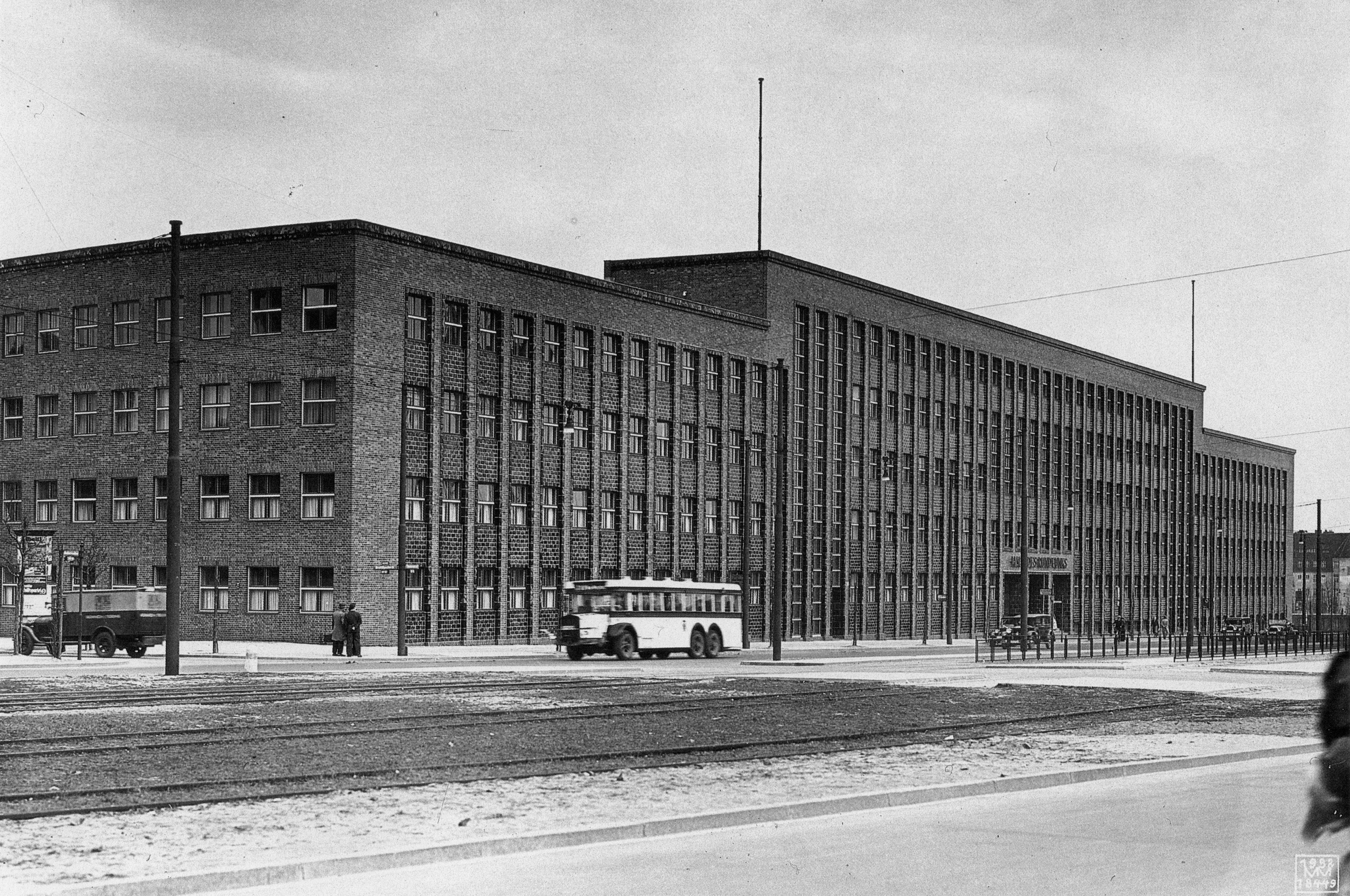
Das Haus des Rundfunks kurz nach Fertigstellung 1932 auf einem Foto von Max Missmann

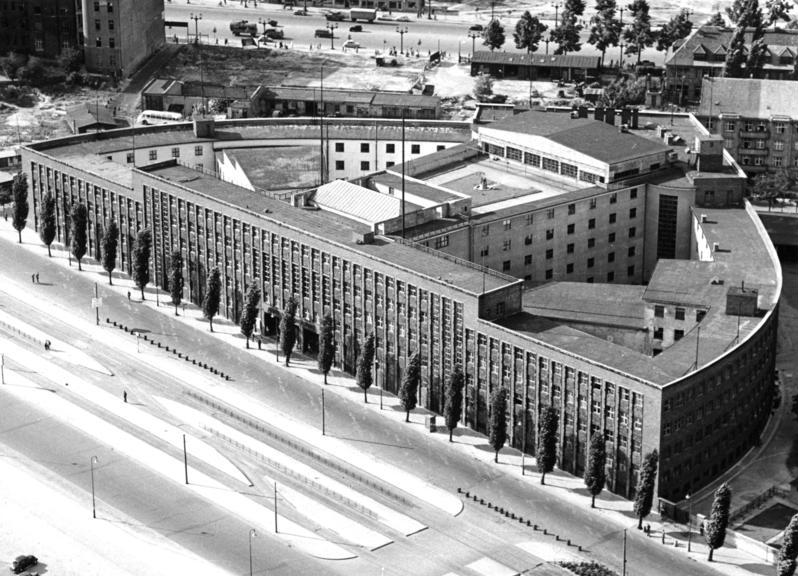
Der Gebäudekomplex im Jahr 1957

Die Reichs-Rundfunk-Gesellschaft (RRG) beauftragte Hans Poelzig bereits 1927 mit einem Entwurf für das geplante, neue Rundfunkgebäude. Der Bau war notwendig geworden, weil sich der Rundfunk steigender Beliebtheit erfreute und das provisorische Studio im Vox-Haus nicht ausreichte. Die RRG schlug ihm vor, bei diesem Großprojekt mit einem anderen Architekten zusammenzuarbeiten. Poelzig wollte vermutlich den alleinigen Bauauftrag ohne Zusammenarbeit mit einem weiteren Architekten und damit einhergehende künstlerische Einschränkung. Er schlug deshalb seinerseits einen Architekturwettbewerb vor. Eine andere Erklärung für den Verzicht bietet Bauernfeind an, der vermutet, Poelzig habe den direkten Auftrag abgelehnt, weil er den Rundfunk als demokratisches Medium verstand, das „ein demokratisches Auswahlverfahren“ erfordere.
Die RRG folgte seinem Vorschlag und lobte einen beschränkten Wettbewerb aus, an dem noch zwei weitere Architekturbüros teilnahmen: Paul Bonatz und Friedrich Eugen Scholer (Stuttgart) sowie Richard Riemerschmid (Köln). Poelzig setzte sich gegen seine zwei Mitstreiter durch und erhielt im April 1929 den Bauauftrag.
Für die Entscheidung war wohl nicht die Fassade, sondern vor allem die Grundrisslösung der verschiedenen Entwürfe maßgeblich. Außerdem schien der Bezug zur vorgeschlagenen Achse des Messegeländes bei Poelzigs Entwurf besser gelungen. Das Reichspostministerium bestimmte den Sieger, da es zu dieser Zeit für den Rundfunk verantwortlich war. Gründe für die Auswahl Poelzigs könnten auch seine Berühmtheit seit den 1920er Jahren gewesen sein. Seine Erfahrungen im Bereich der Bauakustik am Großen Schauspielhaus, beim Konzertsaal in Breslau und seine Professur an der Technischen Hochschule Berlin erklären sein Renommee in der Architektur, die der Akustik dient. Poelzig bot ab dem Wintersemester 1925/1926 zusammen mit Johannes Biehle, einem Experten für Akustik, einen Bauakustikkurs an der Technischen Hochschule an. Im Vorlesungsverzeichnis von 1925 heißt es zur Veranstaltung 273a:

„Entwerfen von Räumen nach akustischen Gesichtspunkten, (für die Teilnehmer von 273 [Poelzigs Entwurfskurs: Entwerfen von Hochbauten] und 291 [Biehles Akustikkurs: Raumakustik und die akustische Gestaltung der Räume]), Poelzig und Biehle, 5. bis 8. Sem., W. u. S. üb. Nach Verabredung, unentgeltlich.“

Diese Veranstaltung boten die beiden Dozenten in der Folge von 1925 bis 1934 an, mit einer Unterbrechung (1929/1930), in der Biehle den Kurs zusammen mit Erich Blunck leitete.
Hans Poelzig war vor dem eigentlichen Wettbewerb schon als Favorit festgelegt. Die RRG hatte sich direkt an ihn gewandt und den Wettbewerb wahrscheinlich nur ins Leben gerufen, weil es eine seiner Bedingungen war. Der Wettbewerb war demnach nur ein Scheinwettbewerb, Poelzig stand schon im Vorfeld als Sieger fest.
Die Vorgaben für den Wettbewerb waren: Zwei große Sendesäle mit den Abmessungen 30 m × 45 m × 10 m, mehrere kleine Studios, Proberäume, Garderoben, Technikräume, ausreichend Platz für (vor allem kleine) Büros, maximal drei Obergeschosse. Der Haupteingang des Gebäudes sollte an der Masurenallee, nahe der sich gerade im Aufbau befindlichen „Funkstadt Witzleben“ sein. Die Grundstückslänge in der Masurenallee betrug etwa 200 m. Der Bauplatz war insgesamt rund 18.000 m² groß und fiel um rund drei Meter nach Osten ab. Der Baugrund bestand hauptsächlich aus Sand, in tieferen Schichten aus scharfkantigem Kies.

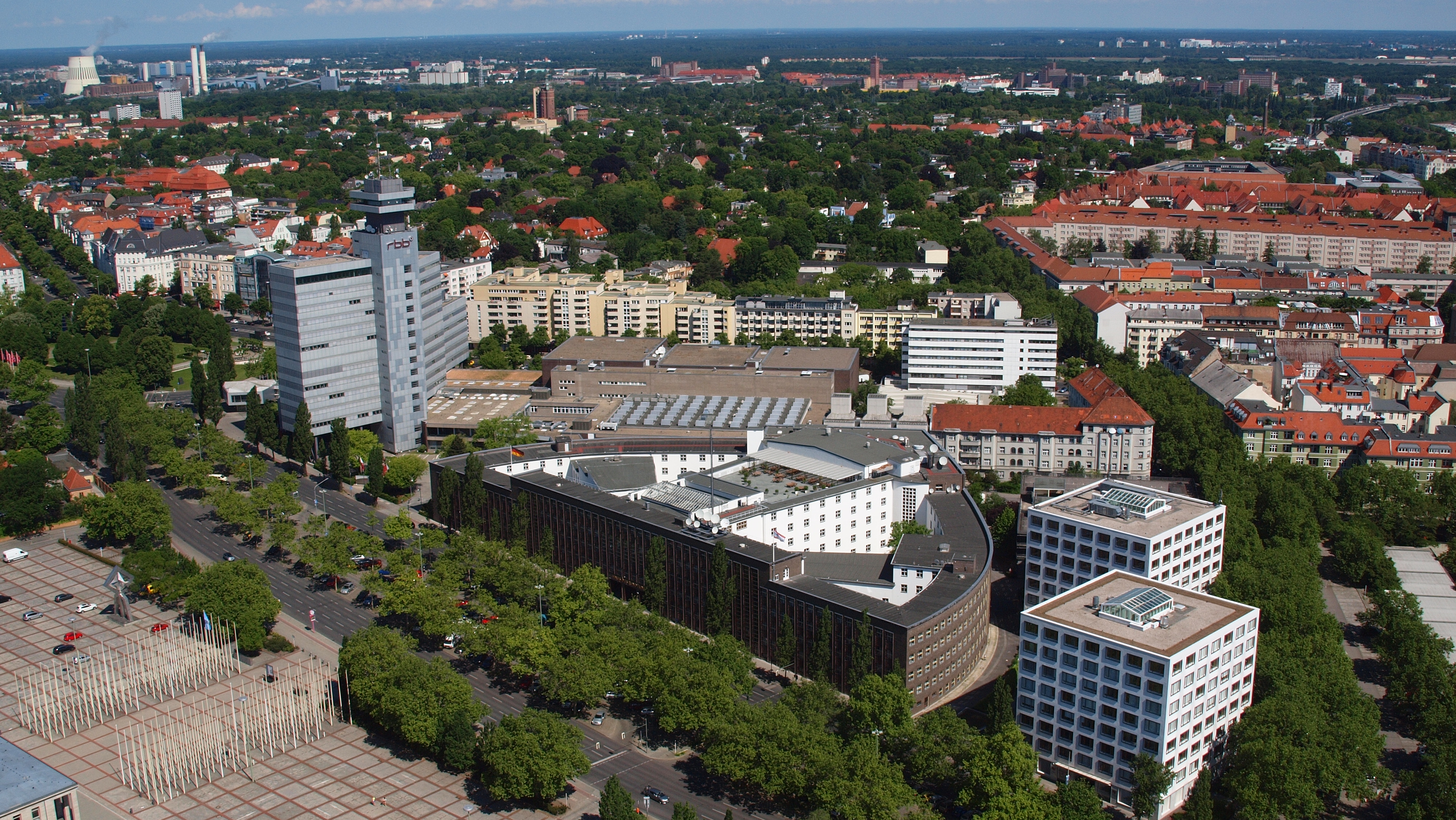
Haus des Rundfunks, 2014

Paul Bonatz schreibt über die Lage des Bauplatzes und die umliegenden Gebäude, dass der Baugrund an der Verbindungsstraße zwischen dem Reichskanzlerplatz (heute: Theodor-Heuss-Platz) und der heutigen Neuen Kantstraße lag. Nördlich dieser Verbindungsstraße standen die (Automobil-)Ausstellungshallen I und II. Südlich der Straße befanden sich der Funkturm und die Funkhalle von Heinrich Straumer. Westlich von Straumers Gebäuden und damit unmittelbar gegenüber dem Bauplatz für das Haus des Rundfunks, lag das Messegelände, das auch gerade konzipiert wurde und sich noch im Bau befand.
Die angesprochenen umliegenden Gebäude sind, mit Ausnahme der Autohalle I, alle in den 1920er Jahren gebaut worden oder befanden sich noch im Bau. Das Gebiet, in dem Hans Poelzig das Haus des Rundfunks errichtete, spiegelte also auch den Wachstumsanspruch des Rundfunks und dessen noch junge Geschichte wider. Vor allem die Auswahl des Standortes am Stadtrand zeigt das Zukunftsdenken in den 1920er Jahren. Das Vox-Haus zeigte auf, dass das stetig wachsende Medium Rundfunk auch stetig wachsende Anforderungen erzeugte, die mit einem neuen Haus aufgefangen werden mussten.
Das Grundstück, auf dem das Haus des Rundfunks gebaut werden sollte, wurde erst mit dem Bau erschlossen. Der südöstliche Teil des Grundstücks lag am ehemaligen Scholzplatz, der mit dem Bau aufgelöst wurde. Damit sorgte der Bau auch für eine städtebauliche Veränderung.

### Baugeschichte und Nutzung (1929–1932)

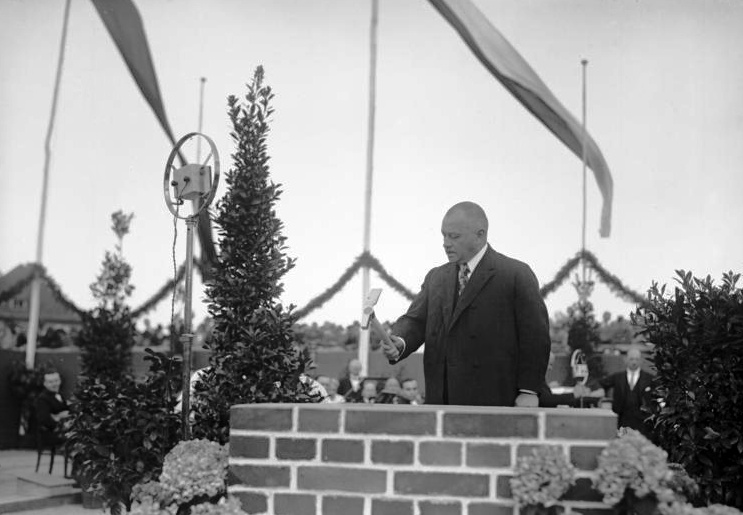
Reichspostminister Georg Schätzel bei der Grundsteinlegung im Mai 1929

Das Bauwerk mit dem Grundriss eines an zwei Seiten abgerundeten Dreiecks wurde in den Jahren 1929–1931 unter der Bauleitung von Poelzigs Meisterschüler Max H. Berling errichtet. Verantwortlich für die Innengestaltung war Kurt Liebknecht, der zwei Jahrzehnte später als erster Präsident der Deutschen Bauakademie die Ausrichtung des Architekturstudiums in der DDR maßgeblich beeinflussen sollte. Der Grundstein für das Gebäude wurde am 29. Mai 1929 gelegt. Es wurde am 22. Januar 1931 mit einem kurzen Festakt seiner Bestimmung übergeben. Das Gelände wird nördlich von der Bredtschneiderstraße begrenzt. Östlich bildet die Soorstraße die Begrenzung des Grundstücks. Ab 1931 sendeten die Funk-Stunde Berlin, die Deutsche Welle GmbH (ab 1933: Deutschlandsender) und die Reichs-Rundfunk-Gesellschaft aus dem Haus des Rundfunks. Zur Kühlung war eine Berieselungsanlage vorhanden, die „auch bei großer sommerlicher Hitze stets angenehme Temperaturen in den Arbeitsräumen“ gewährleistete. Fernmelde- und Starkstromleitungen waren in den Fluren an gegenüberliegenden Seiten auf Vouten verlegt.
Seit Mitte Mai 1932 wurden Reichstagssitzungen erstmals nicht nur stenografisch festgehalten, sondern zusätzlich auf Schallplatten aufgezeichnet. Das Tonsignal wurde über eine Leitung in das Haus des Rundfunks übertragen, wo „Berge von Platten“ (17 pro Stunde) aufgenommen und im Keller archiviert wurden. Der Ältestenrat des Reichstags entschied, welche Aufnahmen später im Rundfunk gesendet werden durften.
Um bei Stromausfall den Weiterbetrieb zu gewährleisten, war ein „vollselbsttätig arbeitender Diesel-Notstromsatz mit Siemens-Generator und Siemens-Selbststeuereinrichtungen“ vorhanden. Die Mutteruhr im Haus des Rundfunks wurde von der Sternwarte Treptow über eine elektrische Leitung gesteuert.

### Übernahme und Gleichschaltung im NS-Regime (1933–1945)

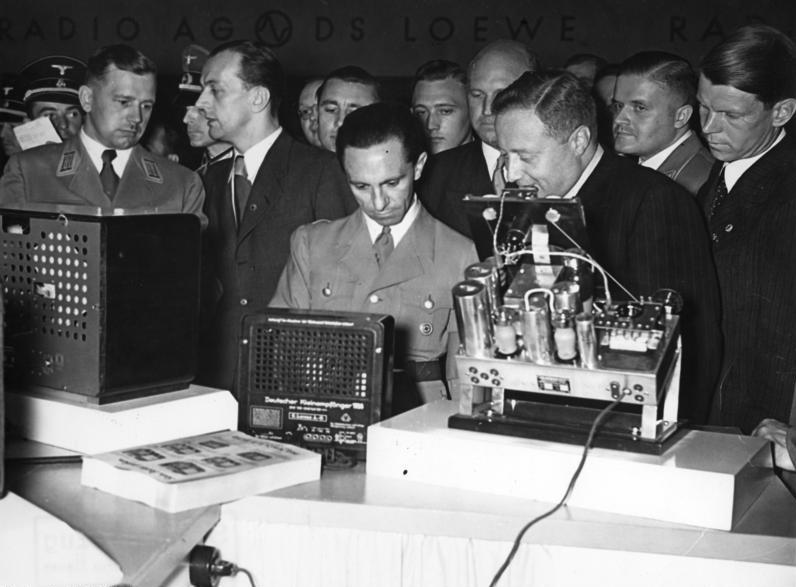
Joseph Goebbels (Mitte) auf der Funkausstellung 1938

Mit der Machtübernahme der Nationalsozialisten im Januar 1933 fiel auch das Haus des Rundfunks in die Hände von Joseph Goebbels dem Reichsminister für Volksaufklärung und Propaganda. Er hatte seitdem ein Büro im Haus. Eine zentrale Rolle spielte auch der neue Sendeleiter Eugen Hadamovsky (ebenfalls NS-Funktionär). Die bis dahin führenden Personen des Weimarer Rundfunks (Alfred Braun, Hans Flesch und Heinrich Giesecke) wurden im August 1933 in das KZ Oranienburg verschleppt. Auch Hans Bredow kam im Oktober 1933 in Untersuchungshaft. Es kam in der Folge zu einem Schauprozess. Dieser zog sich bis 1935 hin. Die Angeklagten wurden nur mit Geldstrafen belegt. Die kurzen, verhängten Haftstrafen galten mit der Untersuchungshaft als verbüßt. Die Skulptur von Georg Kolbe im Großen Lichthof wurde entfernt und durch eine Büste von Hitler ersetzt. Im Haus des Rundfunks wurde ein Reichsprogramm produziert, das über die regionalen Sender (Reichssender) ausgestrahlt wurde. So konnte der Rundfunk von Berlin aus gleichgeschaltet werden. Die Regionalsender verloren fast alle 1934 ihre Selbstständigkeit. Von 1939 bis 1945 war das Haus des Rundfunks die Zentrale des Großdeutschen Rundfunks.
Am 22. März 1935 begann der Deutsche Fernseh-Rundfunk (DFR) im Haus des Rundfunks seinen Betrieb. Das erste reguläre Fernsehprogramm in Deutschland wurde über den benachbarten Funkturm vom Fernsehsender Paul Nipkow ausgestrahlt (→ Geschichte des Fernsehens in Deutschland). Ab 1937 wurde das DFR-Programm im Deutschlandhaus am nahegelegenen Reichskanzlerplatz (zu NS-Zeiten: Adolf-Hitler-Platz, heute: Theodor-Heuss-Platz) produziert. 
Im September 1944 entstanden mit der Staatskapelle Berlin unter Leitung von Herbert von Karajan die ersten Stereoaufnahmen auf Magnetband, es kam dabei ein Magnetophon der AEG zum Einsatz.

### Unter sowjetischer Regie (1945–1956)

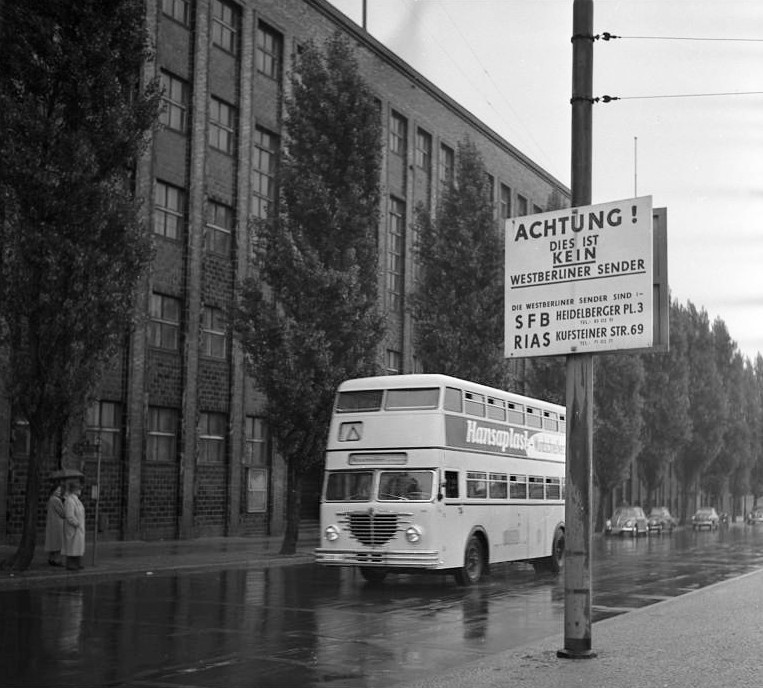
Hinter dem BVG-Bus befindet sich das Haus des Rundfunks im damaligen Britischen Sektor in West-Berlin, damals Sitz des sowjetisch kontrollierten Berliner Rundfunks der DDR, 1955

Am 2. Mai 1945 besetzte Major Popow mit einer Kompanie der Roten Armee das von Kriegsschäden nahezu verschonte Haus des Rundfunks. Als Rundfunkfachmann kannte er das Gebäude, da er von 1931 bis 1933 als Ingenieur-Praktikant hier gearbeitet hatte. Ab 4. Mai wurden unter sowjetischer Leitung erste Aufrufe und Nachrichten gesendet. Am 13. Mai 1945 begann wieder ein regulärer Sendebetrieb.
Nach dem Zweiten Weltkrieg wurde das Haus zum Spielball des Kalten Krieges. Mit der Aufteilung in vier Sektoren begannen Briten, Franzosen und Amerikaner in ihren Sektoren mit eigenen Rundfunkprogrammen (Nordwestdeutscher Rundfunk und RIAS).
Obwohl im Britischen Sektor gelegen, diente das Gebäude bis 1950 dem von der sowjetischen Besatzungsmacht kontrollierten Berliner Rundfunk. Die Sowjets bauten in aller Stille die technische Einrichtung ab und verbrachten sie in ihren Sektor in das neugebaute Funkhaus Nalepastraße im Ostteil Berlins.
Im Jahr 1952 sperrte es die Britische Armee als Reaktion auf die Abriegelung Steinstückens ab.
Bis zur Übergabe von der sowjetischen Militärkommandantur am 5. Juli 1956 an den Berliner Senat, vertreten durch den West-Berliner Regierenden Bürgermeister Otto Suhr, wechselte sich alle 14 Tage ein jeweils 10- bis 15-köpfiges Wachkommando in der Bewachung des leeren Gebäudes ab. In dieser Zeit sind vermutlich die kyrillischen Schriftzeichen in den Putz geritzt worden. Diese „Graffiti“ wurden bei Sanierungsarbeiten an der Fassade 1998–1999 entdeckt und wegen ihrer Bedeutung als Dokument für die wechselvolle Geschichte des Hauses konserviert und dokumentiert. Es kam darüber hinaus zu erheblichem Vandalismus, da die Wachtruppen unter anderem sehr viele Holzteile zum Heizen verfeuerten.
Der Zustand im Inneren des Gebäudes war nach der Übergabe katastrophal. Von außen war das Gebäude nahezu unverändert. Der Große Sendesaal und der Lichthof hingegen waren stark beschädigt. Beschädigungen gab es an den Fenstern, den Heizungsanlagen, der Technik und den Wasseranlagen. Die Renovierung fand hauptsächlich von 1956 bis 1957 statt. Die Kosten betrugen zehn Millionen Mark (kaufkraftbereinigt in heutiger Währung: rund 29,1 Millionen Euro). Ab dem 8. Juli 1956 wurde das Gebäude entrümpelt. Die Notstandsarbeiten wurden vom Hochbauamt des Bezirksamts Charlottenburg durchgeführt.

### Sender Freies Berlin (1957–2003)

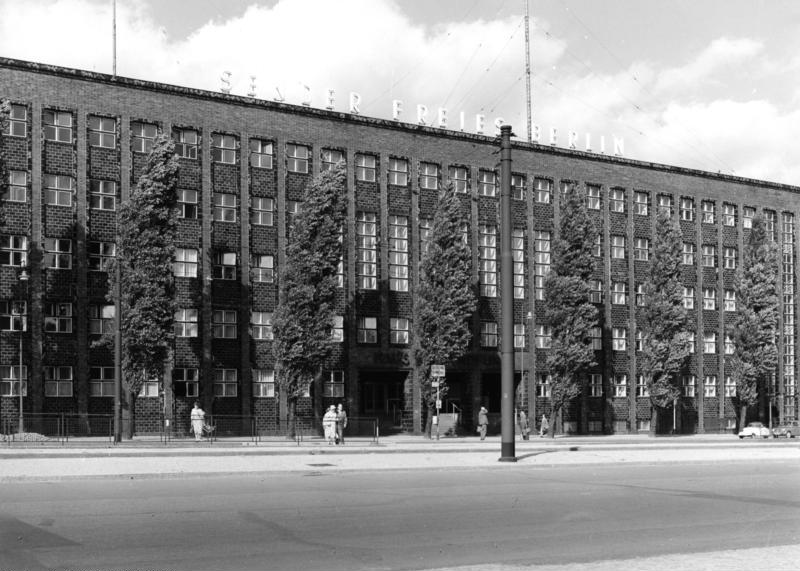
Das Haus des Rundfunks mit Schriftzug Sender Freies Berlin, 1958

Nach den umfangreichen Renovierungsarbeiten diente das Gebäude ab Ende 1957 dem Sender Freies Berlin (SFB) zur Produktion und Ausstrahlung seiner Hörfunkprogramme. Da die Sowjets die gesamte Studiotechnik demontiert und mitgenommen hatten, musste das Gebäude mit komplett neuer Technik ausgestattet werden. Dadurch wurde der SFB im Haus des Rundfunks zum Vorreiter für die Entwicklung der Stereofonie und ihren Einsatz im Hörfunk. Bei der Renovierung wurde die Fassade weitgehend originalgetreu wiederhergestellt. Die größten Veränderungen fanden aber im Innenraum statt. Sie wichen stark von Poelzigs ursprünglichen Plänen ab und betrafen hauptsächlich den Großen Lichthof und den Großen Sendesaal. Das neue Erscheinungsbild des Großen Lichthofs wurde von zwei Faktoren besonders geprägt. Zum einen von „Explosionslampen“ statt den von Marlene Moeschke-Poelzig geschaffenen Lampen. Zum anderen wurden die gelben Klinkerbrüstungen der Galerien im Foyer bei der Wiederinstandsetzung vollständig abgetragen und durch graue Drahtglasplatten ersetzt. Auch die Farbgebung der Wände und Decken sowie der Fenstereinfassungen wurden nicht mit dem Originalentwurf abgeglichen, sondern neu interpretiert. Zwischen 1986 und 1987 wurde das Innere des Gebäudes zuletzt rekonstruiert, hierbei wurden der Große Lichthof, die Lampen und die Flure wieder in die ursprüngliche Gestaltung des Gebäudes überführt. Die Veränderungen aus der Instandsetzung von 1956 bis 1957 wurden rückgängig gemacht, da sie nicht denkmalgerecht waren.
Das SFB-Fernsehzentrum wurde von 1965 bis 1970 in unmittelbarer Nachbarschaft am Theodor-Heuss-Platz errichtet, weil das ab 1954 für das SFB-Fernsehen genutzte Deutschlandhaus nicht mehr ausreichte.

### Rundfunk Berlin-Brandenburg (seit 2003)
Am 1. Mai 2003 fusionierten der SFB mit seinen Programmen und Gebäuden und der Ostdeutsche Rundfunk Brandenburg (ORB) zum Rundfunk Berlin-Brandenburg (rbb).
Im Jahr 2008 wurde in dem Innenhof zwischen Gebäudefront und dem Kleinen Sendesaal ein komplett verglaster Neubau für das Inforadio fertiggestellt. Der zuständige Architekt Hans-Joachim Thunnat nutzte bei dem Neubau die bereits von Hans Poelzig angelegte Versetzbarkeit von Wänden.
Zwischen 2010 und 2014 fand die derzeit letzte, denkmalgerechte Fassadensanierung statt. Hierbei wurden vor allem Keramikfliesen ausgetauscht, die sich mit der Zeit in ihrer Farbgebung verändert hatten oder nicht mehr intakt waren. Die Arbeiten wurden von Bräunlin + Kolb Architekten Ingenieure GbR, Berlin durchgeführt.

## Architektur
Das Haus des Rundfunks war 1930 eines der ersten Rundfunkgebäude in Europa, älter ist nur das Münchner Funkhaus. Bemerkenswert ist daher, dass das Gebäude noch immer ideale räumliche Bedingungen für den Hörfunkbetrieb bietet. Hans Poelzig hatte damals kaum Vorbilder und stellte Überlegungen an, die bis heute Gültigkeit haben: Die Büro- und Redaktionsräume befinden sich an den Außenseiten des Gebäudes und umschließen die drei großen Studiokomplexe im Inneren (Großer Sendesaal, Kleiner Sendesaal und Hörspielkomplex), die damit vom Straßenlärm weitgehend abgeschirmt sind. Sie nehmen die Bereiche zwischen den vier Höfen ein. Im Büro- und Redaktionstrakt sind nur die Außenwände tragend; sämtliche Zwischenwände können daher je nach Bedarf der Raumgröße variabel herausgenommen und eingebaut werden. Da sich in der Zusammensetzung der Redaktionen häufig Veränderungen ergeben und Zwischenwände versetzt werden, variiert die genaue Anzahl der Räume ständig. Insgesamt umfasst der Gebäudekomplex 164 Fensterachsen (vertikal) mit 717 Fenstern in einer typischen Lochfassade. Der Abstand zwischen den Fenstern beträgt jeweils 90 cm. Die meisten Fenster befinden sich an der Fassade zur Masurenallee.
Hier finden wir insgesamt 60 Fensterachsen vor. 14 Fensterachsen über jeweils vier Geschosse links, 32 über fünf Geschosse in der Mitte und dann wieder 14 über vier Geschosse rechts davon. Den Übergang vom mittleren fünfgeschossigen Gebäudeteil zu den Seiten bilden jeweils drei vertikale, durchgehende Fensterbänder der Treppenhäuser am äußersten Rand des fünfgeschossigen Gebäudeteils. Das Gebäude verfügt über zahlreiche verschiedene Treppenhäuser, Aufzüge sowie Paternosteraufzüge zur Erschließung der verschiedenen Etagen des Gebäudes.
Die Fassade ist in mattbraunen Klinkern gemauert, die sich teilweise deutlich im Farbton unterscheiden. Manche Steine sind heller, andere dunkler; sie schimmern bei Lichteinfall.
Zusätzlich dienen Keramikfliesen als aufhellender Bauschmuck. Diese dunkelbraun bis rötlichen Keramikplatten betonen das vorgeschobene Gesims. Sie finden auch als Rahmung eines jeden vertikalen Fensterbandes Verwendung. Sie umgeben den oberen Abschluss des höchsten Fensters jeder Reihe und gehen bis auf den Sockel des Gebäudes hinab. So schaffen sie eine Akzentuierung nicht nur der Fensterbänder, sondern auch der Vertikalen des Gebäudes. Innerhalb dieser umrahmten Fensterbänder wird der Raum zwischen den Fenstern ebenfalls durch glasierte Keramikfliesen akzentuiert. Sie unterschieden sich lediglich in der Größe von den rahmenden Keramiken. Die Keramikfliesen wurden von außen als Verkleidung angebracht und stellen somit eine Erhöhung dieser Fassadenbereiche dar. Innerhalb der gerahmten Fensterachsen sind die Klinker durch die Keramikverblendung nicht mehr sichtbar. Sie sind dadurch an der Hauptfassade nur am äußersten Rand links und rechts, oben zwischen dem obersten Fenster und dem Gesims, sowie in dem schmalen Stück zwischen den einzelnen Fensterachsen sichtbar.
Die ausgeführten Keramiken sind glasiert. Deswegen reflektieren sie das Licht und wirken bei unterschiedlichem Lichteinfall verschieden. Dies führt zu einem zusätzlichen Effekt besonders dann, wenn man die Fassade des Gebäudes passiert. Es entwickelt sich ein interessantes Lichtspiel auch im Zusammenspiel mit den schimmernden Klinkern.
Die Akzentuierung der vertikalen Fensterbänder führt dazu, dass die Schaufassade an der Masurenallee sehr belebt wirkt. Durch das sich Abwechseln der zurückgeschobenen Fensterabschnitte und der Klinkerabschnitte gibt es eine Dynamik, die gerade im Vergleich zu den Flügelbauten auffällt.
Ein weiterer wichtiger Bestandteil der Fassade zur Masurenallee ist der Haupteingang in der Mitte der Fassade. Über dem Eingang ist der Schriftzug „HAUS DES RUNDFUNKS“, damals wie heute, in goldenen Buchstaben angebracht. Zwei rechteckige Pfeiler tragen das Gebälk des ersten Obergeschosses und machen eine Kolonnade mit drei gleich großen Öffnungen auf. Die zwei Pfeiler werden auch von den Keramiken gerahmt. Der komplette Eingangsbereich innerhalb dieser Kolonnade ist mit den Keramiken verblendet, man sieht die Klinker also nur, wenn man sich wirklich vor dem Gebäude befindet. Hinter den Pfeilern vermitteln zehn Stufen zwischen der Straße und dem an dieser Stelle erhöhten Erdgeschoss. Am Ende der Treppen erreicht man durch drei Doppelflügeltüren einen Windfang innerhalb des Gebäudes. An den Windfang grenzen links und rechts zwei Räume. Der Raum rechts ist bis heute der Raum des Pförtners geblieben. Der Raum links war damals ein Warteraum. Heute wird er als kleine Garderobe verwendet. Hinter dem Windfang wird der repräsentative Große Lichthof erreicht.

### Großer Lichthof

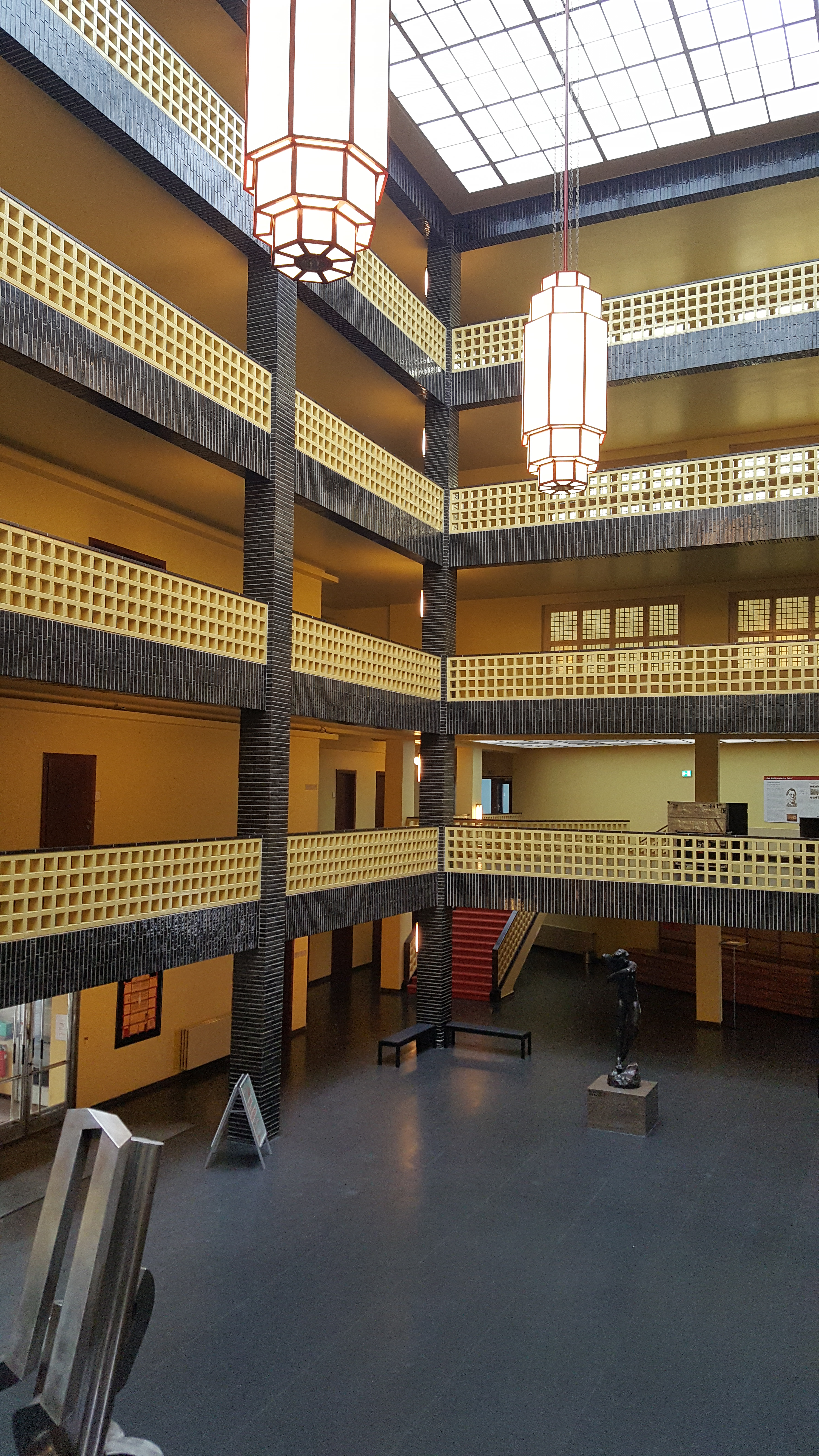
Der Große Lichthof 2019, Skulptur Die Nacht von Georg Kolbe (rechts)

Der Große Lichthof, heute meist „Foyer“ genannt, ist der Verteilerraum des ganzen Gebäudes. Es handelt sich um eine Galerie mit Oberlicht, die von Pfeilern getragen wird. Von hier gehen alle Gänge ab, alle Sendesäle sowie die verschiedenen Verbindungsmöglichkeiten in die höheren Geschosse.
Die Form des Grundrisses wurde im Vergleich zum Wettbewerbsentwurf vergrößert. Das Foyer ist trapezförmig. Dieses Trapez ist gleichschenklig und symmetrisch. Die Symmetrieachse entspricht der des gesamten Gebäudes. Die längste Seite des Trapezes zeigt in Richtung Masurenallee und damit zum Haupteingang. Die kurzen Seiten des Trapezes führen zu den Seitengängen, in Richtung der Flügelbauten. Außerdem befinden sich hier jeweils Treppen mit rotem Linoleumbelag, die ins erste Stockwerk der Galerie führen sowie neben den Treppen zu den Vorräumen der kleineren Sendesäle II und III.
Die vierte Seite führt zu den Gängen, die zum Hintereingang leiten. Von diesen Gängen aus kann auch der Große Sendesaal erreicht werden. Außerdem gibt es hier Türen zu einem Vorraum vor dem Großen Sendesaal, der heute als Garderobe bei Veranstaltungen dient.
Der Große Lichthof ist also nicht nur der Verteilerraum, an dem alle Wege zusammenführen, sondern auch das wichtige Element, das zwischen Außenbau und Innerem, also zwischen Verwaltungstrakt und Sendesälen, vermittelt.
Das Foyer wird in der Mitte von acht Pfeilern unterteilt, die in einem Rechteck angeordnet sind. Diese tragen die Galerie, die sich über fünf Geschosse bis an den höchsten Punkt des Gebäudes erstreckt. Die Galerie sowie die Pfeiler haben ein Stahlskelett als Grundgerüst. Die acht Pfeiler sind außen mit schwarzen, schimmernden Ziegeln ummauert. Die Fugen der Ziegel sind weiß. So werden die einzelnen Ziegel gut sichtbar. Die Brüstungen der Galerien haben gelbe Ziegel, die ein Raster zeigen, das aus regelmäßigen Abfolgen von rechteckigen Löchern besteht. Nur die oberste Reihe, der Handlauf, ist in horizontalen, flachen, schwarzen Ziegeln angefertigt.
Die gelben Steine der Brüstung der Galerie sind Hohlsteine. Sie sind über das Metallgerüst gelegt und verdecken dieses, das eigentlich das Ganze zusammenhält. Die gliedernden Eisenstangen sind auch mit den Stahlträgern der Pfeiler verbunden. Die Brüstung ist nicht nur in der Galerie, sondern auch an den Treppen des Foyers rechts und links angebracht.
Tageslicht strömt durch das Oberlicht aus opaken Glasplatten von der Decke. Das rechteckige Oberlicht ist nahezu deckungsgleich mit dem von den Pfeilern umgrenzten Raum des Foyers.
Im Foyer gibt es aber nicht nur das rechteckige Oberlicht über der Galerie. Die Treppen, die im Foyer das Erdgeschoss und das erste Obergeschoss verbinden, verfügen auch jeweils über ein Oberlicht, das – an die Grundrisse der Treppen angepasst – dreieckig ist.
Im Erdgeschoss des Lichthofes stand bis 1933 die Skulptur Die Nacht von Georg Kolbe. Sie wurden von den Nationalsozialisten entfernt. Bei der heutigen Skulptur handelt es sich deshalb um eine Nachbildung, die eine Dauerleihgabe des Berliner Senats ist.
Auch die Lampen, deren Originale von Marlene Moeschke-Poelzig entworfen wurden, sind eine Rekonstruktion aus dem Jahr 1987.

### Kleiner Lichthof
Der Kleine Lichthof war ein Verteilerraum für den Hintereingang an der Spitze des Gebäudes. Er bestand nur bis ins Jahr 1934. In diesem Jahr wurde eine Zwischendecke zwischen Erd- und Obergeschoss eingezogen, um den Raum im Obergeschoss für einen größeren Schaltraum nutzen zu können. Er war grundsätzlich anders aufgebaut als der Große Lichthof. Der Grundriss war zwar auch trapezförmig und symmetrisch. Die Verhältnisse der Seiten waren allerdings anders angelegt. Die längste Seite des Trapezes lag hier der kürzesten Seite gegenüber, die kaum breiter als eine Tür war. Dadurch wirkt der Grundriss fast schon wie ein Dreieck. Die kürzeste Seite des Trapezes lag in Richtung Hintereingang, die längste Seite in Richtung zum Großen Sendesaal. An dieser langen Seite stützen zwei Pfeiler die Konstruktion. Am südlichen Ende der Seiten kommt man zu den Gängen der Flügelbauten sowie zu den Gängen, die den Großen Sendesaal flankieren. Der Kleine Lichthof ist nicht nur in den Abmessungen von Länge und Breite deutlich kleiner als das Foyer am Haupteingang. Auch in der Höhe ist es dem Großen Lichthof unterlegen. Er erstreckt sich nur über zwei Geschosse (Erdgeschoss und erstes Obergeschoss) und bildet damit nur eine Galerie im Obergeschoss. Darüber befand sich das ebenfalls trapezförmige Oberlicht.
Auch die Brüstung der Galerie des Kleinen Sendesaals war deutlich einfacher gestaltet. Es handelte sich um eine einfache Eisenstangenbrüstung. Ein vermutlich aus Kunststoff bestehender Handlauf markierte den oberen Abschluss der Brüstung und hob sich von den übrigen Eisenstangen ab, die die Brüstung horizontal wie vertikal gliedern. Auch die künstliche Beleuchtung war simpler gestaltet als die des Großen Lichthofs. Hier hingen keine großen Leuchter von der Decke. Stattdessen waren seitlich an die Wände vertikale, längliche Lampen angebracht. Sie waren aus Mattglas und hatten eine metallene Einfassung.
Heute dienen die Räume an der Stelle des Kleinen Lichthofs hauptsächlich als Lager- und Technikräume.

### Großer Sendesaal

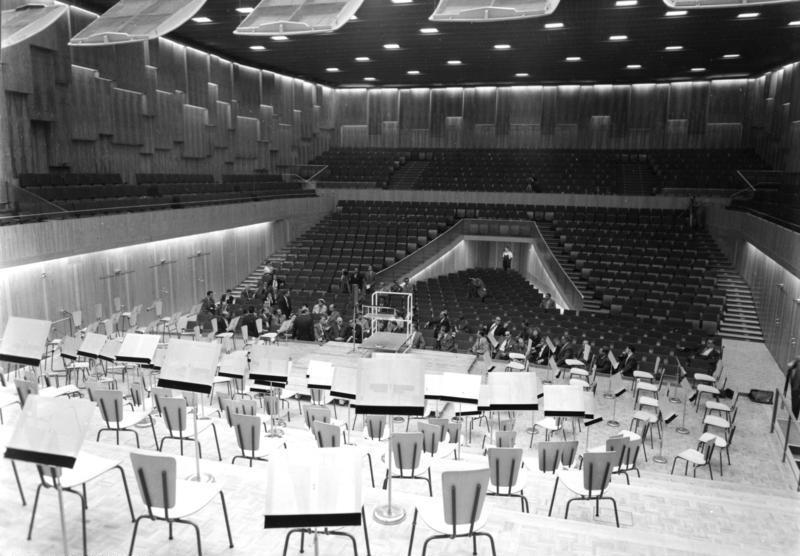
Der Große Sendesaal nach der Rekonstruktion im September 1959

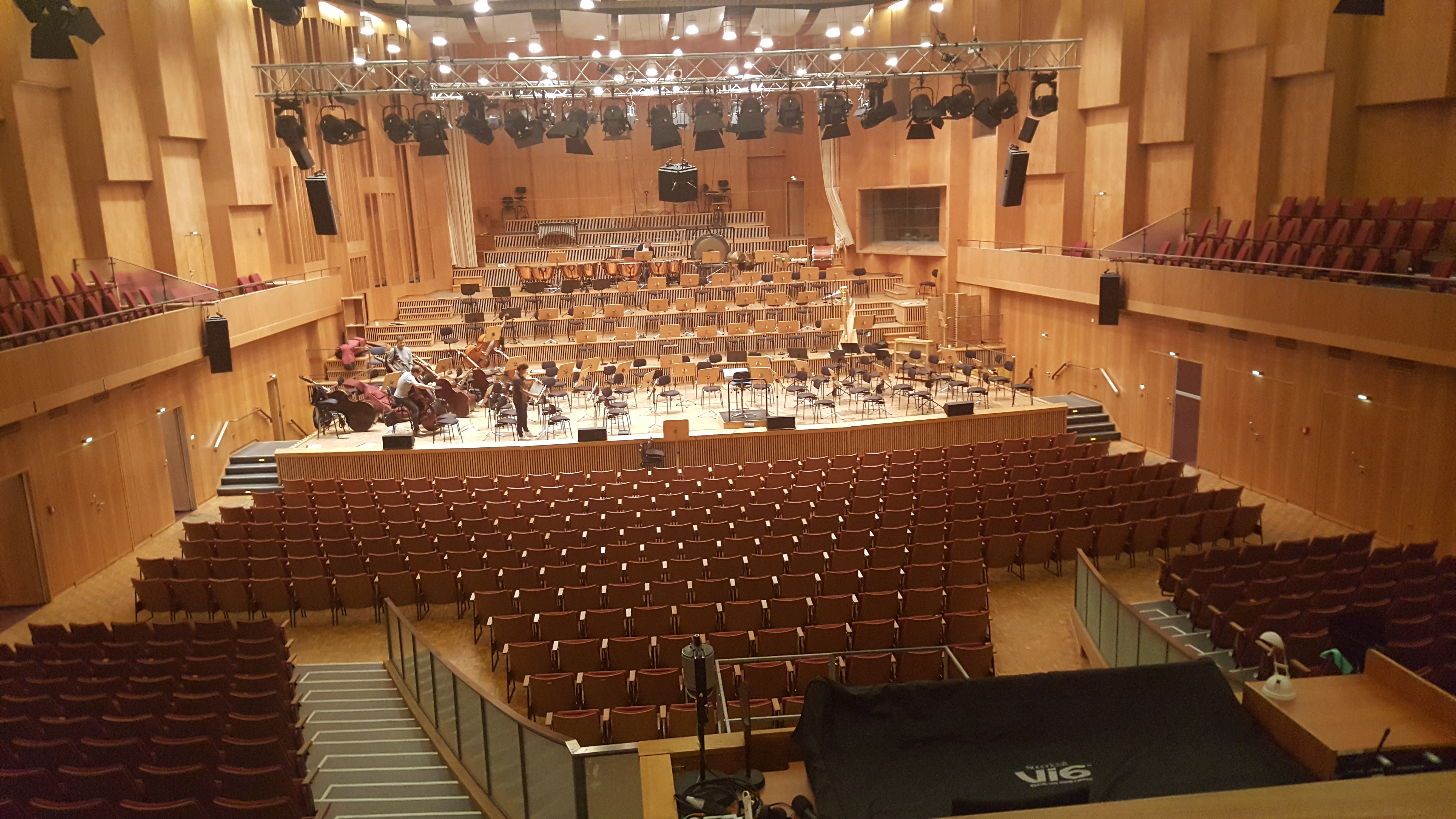
Der Große Sendesaal, 2019

Der Große Sendesaal ist das Herzstück des Gebäudes. Seine Maße sind: 47,5 m Länge, 25,3 bis 33,8 m Breite und bis zu 12 m Höhe.
Er befand sich zum Zeitpunkt der Eröffnung des Hauses im Januar 1931 noch im Rohbau, „besondere Raumakustische Untersuchungen“ wurden noch vorgenommen. Man wollte zunächst mit den kleineren Sälen Erfahrungen sammeln, „um den größten von ihnen mit einiger Sicherheit den akustischen Bedürfnissen des Mikrophons anzupassen“. Die ursprünglichen, damals außergewöhnlichen Abmessungen betrugen 40 m Länge, 21,3 m Breite und 12 Höhe. Als Besonderheit konnte durch „Drehflügel, die in 1 m Breite über die ganze Höhe der Wand laufen, […] je nach der Beschaffenheit der Aufführung eine verschiedene Raumakustik hergestellt werden“. Hinter einer „großen Öffnung in der vierten, der kürzeren Schmalwand [war] ein Raum für eine später noch einzubauende Orgel“ vorgesehen. Diese von Friedrich Weigle gebaute Orgel befand sich seinerzeit bereits im Aufbau.
Es gab zwei Gründe für den verzögerten Ausbau des Großen Sendesaals. Zum einen wusste man nicht genau, wie man einen Saal dieser Größe fehlerfrei akustisch für den Radiobetrieb ausbauen sollte, da man keinen Vergleich hatte. Der Große Sendesaal war bis dahin nämlich der größte Rundfunksendesaal. Außerdem gab es noch Probleme mit der Bauordnung. Die Baupolizei hatte vorher bereits untersagt, dass der Saal für das Publikum genutzt werden könnte. Man ließ diesen Teil also erstmal im Rohbau und wollte sich an den Ausbau machen, wenn man ausreichend Erfahrung gesammelt sowie die Baupolizei von dem Vorhaben überzeugt hatte. Anfang 1932 fand im noch nicht endgültig fertiggestellten Saal eine Versuchssendung statt, bei der Verdis Oper Die beiden Foscari zur Aufführung kam. Mehrere hundert geladene Gäste „waren geblendet von der überwältigenden Raum- und Lichtwirkung des riesigen Saales“, wenngleich der akustische Eindruck noch nicht ideal war. Am 31. August 1932 teilte die RRG mit, dass die akustischen Untersuchungen ergeben haben, dass der endgültige Ausbau weiter verschoben werde. Ein Bauantrag zur Ausstattung des Großen Sendesaals wurde am 24. März 1933 gestellt. Es ist ein anderer Ausbau als der der kleinen Säle. Hauptsächlich sollte der Große Sendesaal für den Publikumsbesuch ausgestattet werden.
Der ausgestattete Große Sendesaal wurde erst am 30. Oktober 1933 von der Baupolizei zur Gebrauchsabnahme bestätigt. Die endgültige Ausführung wurde von Oberpostdirektor Nissle nach den Grundzügen von Poelzigs Planung durchgeführt. Offensichtlich fand jedoch bereits vorher, nämlich am 20. August 1933, die Eröffnung des Großen Sendesaals mit einem im Rundfunk übertragenen Festkonzert statt. Unter Leitung von Ludwig K. Mayer spielte das verstärkte Orchester des Deutschlandsenders Max Regers Eine vaterländische Ouvertüre, Hans Pfitzners Zorn, Hans Hermanns Der Dichter spricht sowie Beethovens 7. Sinfonie.
Verglichen mit dem Rest des Gebäudes nahm der Ausbau des Großen Sendesaals deutlich mehr Zeit in Anspruch. Erst über zwei Jahre nach der Fertigstellung des Kleinen Sendesaals und der Randbauten wurde er in Betrieb genommen. Bis auf eine kleine Ausnahme (Einbau gepolsterter Stühle) blieb der Große Sendesaal von diesem Zeitpunkt bis 1952 in seiner Gestaltung erhalten.
Der Große Sendesaal war nach der Übergabe durch die Sowjets in einem sehr schlechten Zustand, weshalb man sich entschied, ihn grundsätzlich neu zu gestalten. Maßgeblich verantwortlich für sein heutiges Erscheinungsbild ist Lothar Cremer. Der einzige Teil des Großen Sendesaals, der aus dem Poelzig-Entwurf erhalten geblieben ist, ist die abgehängte Decke mit Holzraster.
Die Wandtäfelung besteht aus Rüsterfurnier einer einzigen schottischen Ulme, um ein gleichmäßiges Altern des Holzes gewährleisten zu können. Durch den versetzten Einbau dieser Elemente wird eine glatte Oberfläche vermieden. Es kommt zu einer für den Klang vorteilhaften akustischen Streuung. Ein großer Teil der 1081 Klappsitze erhielt bereits damals unterschiedliche Lochungen, wodurch sie im unbesetzten Zustand fast dasselbe Absorptionsverhalten wie bei Anwesenheit eines Zuschauers besitzen. So ist die Akustik des Saales im besetzten und unbesetzten Zustand sehr ähnlich, was die Vorbereitung der Tonaufnahmen erleichtert. Der Nachhall beträgt 1,6 Sekunden. Der Große Sendesaal verfügt zudem über ein eigenes – vom Rest des Gebäudes unabhängiges – Fundament, um so die Übertragung von Schwingungen durch den Boden zu verhindern. Diese Bauweise wurde auch beim Kleinen Sendesaal sowie beim Hörspielkomplex angewandt. Da die Bedeutung der Orchestermusik im Hörfunk in den vergangenen Jahrzehnten immer weiter gesunken ist, finden nunmehr erheblich weniger öffentliche Konzerte als in den 1960er und 1970er Jahren statt. Der Große Sendesaal dient aber auch als Probestätte für das Rundfunk-Sinfonieorchester Berlin.

### Kleiner Sendesaal
Der Kleine Sendesaal kommt dem Originalzustand des Poelzig-Entwurfs von 1931 heute am nächsten. Die Maße des Kleinen Sendesaals sind: 24,24 m Länge, 11–14 m Breite und 7,20–7,50 m Höhe. Er kann vom Foyer aus über einen kleinen Vorraum erschlossen werden. Der Grundriss ist, wie auch der der beiden anderen Sendesäle, konisch bzw. trapezförmig. Entlang der westlichen Längsseite verläuft im ersten Obergeschoss eine Galerie. Unter dieser Galerie verläuft im Erdgeschoss ein Gang, der das Foyer mit dem Ostflügel verbindet. An beiden Längsseiten des Sendesaalkomplexes sind Fenster in Doppel-, manche sogar in Dreifachausführung in die Wände eingelassen, die mit Vorhängen verschlossen werden können. Die Idee hinter der mehrfachen Ausführung der Fenster ist es, einen Luftpuffer zum Abfangen des Schalls von außen aufzubauen. Die längere Schmalwand beinhaltet die Regiekabine (auch Regiezimmer oder Abhörraum) im EG. Über und neben den Fenstern der Regiekabine befinden sich zweiseitige, türartige Holztafeln. Auch die Seitenwände sind mit diesen Holztafeln verkleidet, die man mithilfe von Scharnieren umklappen kann, um den Schall zu dämpfen. Die eine Seite (Holz) reflektiert, die andere Seite (Celotex) absorbiert den Schall. So lassen sich die unterschiedlichsten Nachhallzeiten einstellen.
Auch die Decke, sowohl über der Galerie, als auch über dem eigentlichen Sendesaal und der Boden wurden in Holz ausgeführt. Alle Fenster, Türen und die Öffnung zur Galerie können für eine Veränderung des Schalls komplett durch die Stoffvorhänge verschlossen werden.
Früher wurde der Saal für Livemusik im Rundfunk verwendet, als es noch nicht möglich bzw. zu aufwendig war, Musik aufzunehmen und einzuspielen. Hier fand beispielsweise das Eröffnungskonzert des Hauses am 22. Januar 1931 statt. Der Saal wird inzwischen für Kammermusik, Jazzkonzerte und eine Reihe von Sonderveranstaltungen genutzt.

### Hörspielkomplex
Spiegelbildlich zum Kleinen Sendesaal liegt der Hörspielkomplex westlich vom Großen Sendesaal. Seine Geschichte als Hörspielkomplex, damals als Live-Hörspiele realisiert, lässt sich bis in die Zeit nach dem ersten Umbau 1934–1936 zurückverfolgen. Im Jahr 2005 wurde er zuletzt räumlich und technisch komplett modernisiert. Diese Modernisierung umfasste einen großen Aufnahmeraum mit längerer Nachhallzeit und einer Treppe mit unterschiedlichen Belägen. Dieser vordere Saal wird auch für kleinere Publikumsveranstaltungen genutzt, zum Beispiel zur Voraufführung von Hörspielen und Features. Ein mittelgroßer Aufnahmeraum in etwa der Größe eines Wohnzimmers verfügt über verstellbare Wandelemente zur Veränderung der Akustik, außerdem existieren weitere für Tonaufnahmen optimierte Einbauten, wie eine Küche und eine Toilette. All diese Räume haben keine parallelen Wände, um die Bildung von Flatterechos zu verhindern. Außerdem ermöglicht ein reflexionsarmer Raum die Nachbildung der Akustik, wie sie außerhalb von geschlossenen Gebäuden herrscht. In diesem Raum sind unterschiedliche begehbare Flächen wie Holzdielen und Kies vorhanden, um eine möglichst realistische Akustik erzeugen zu können. Der gesamte Hörspielkomplex ist als Haus-in-Haus-Konstruktion von den Umgebungsgeräuschen abgekoppelt. Alle Räume sind technisch (zum Teil auch über Studiofenster) mit dem Regieraum verbunden, in dem der Toningenieur und der Hörspiel-Regisseur die Aufnahme gestalten und überwachen.

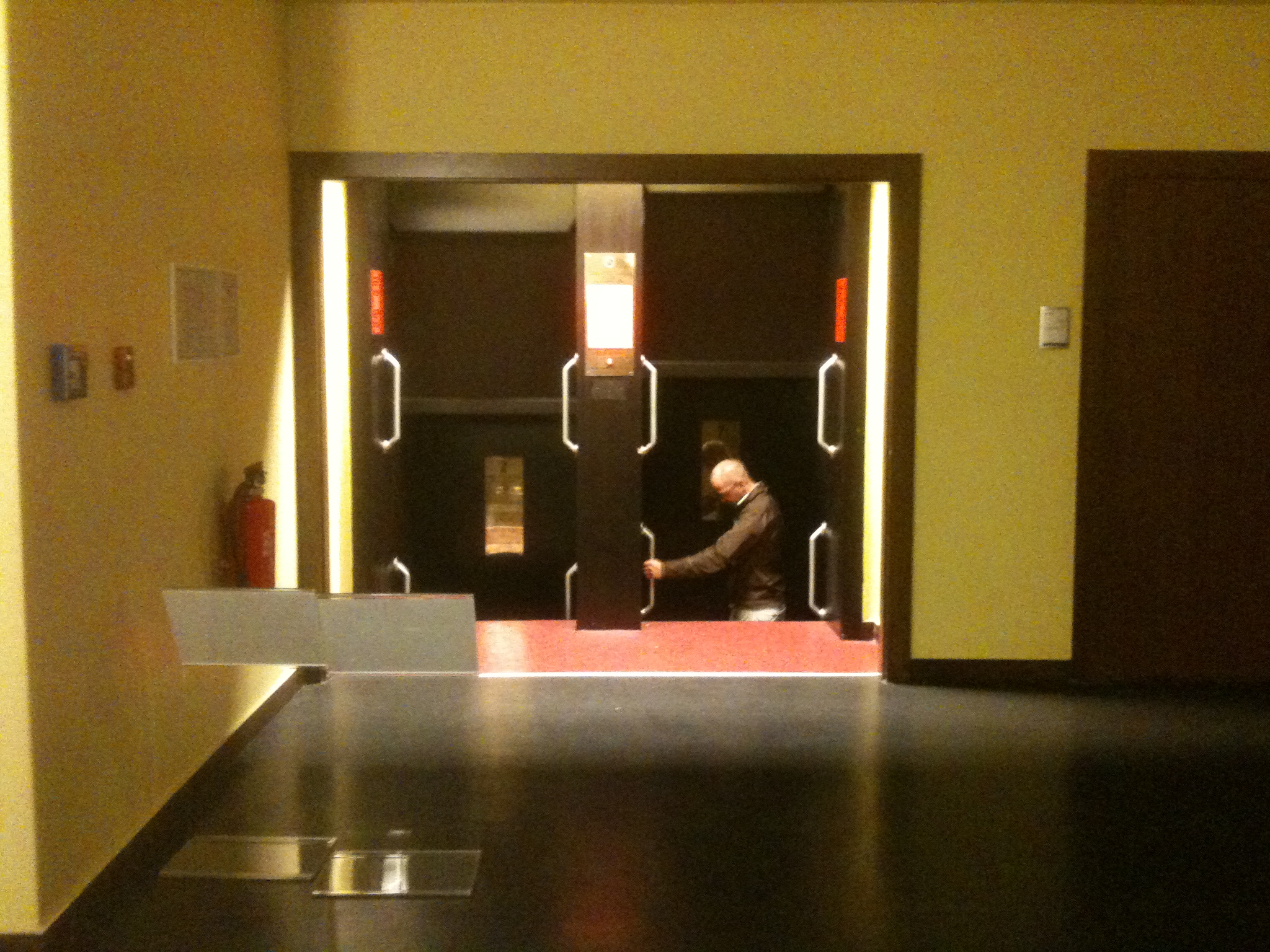
Paternosteraufzug
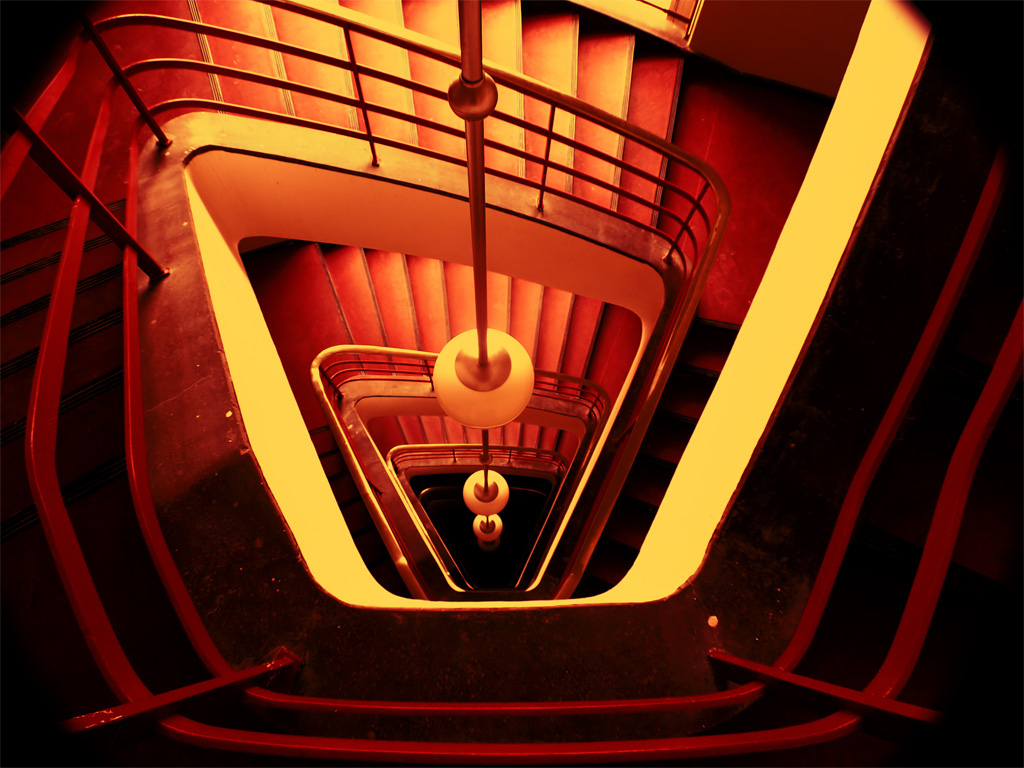
Treppenhaus
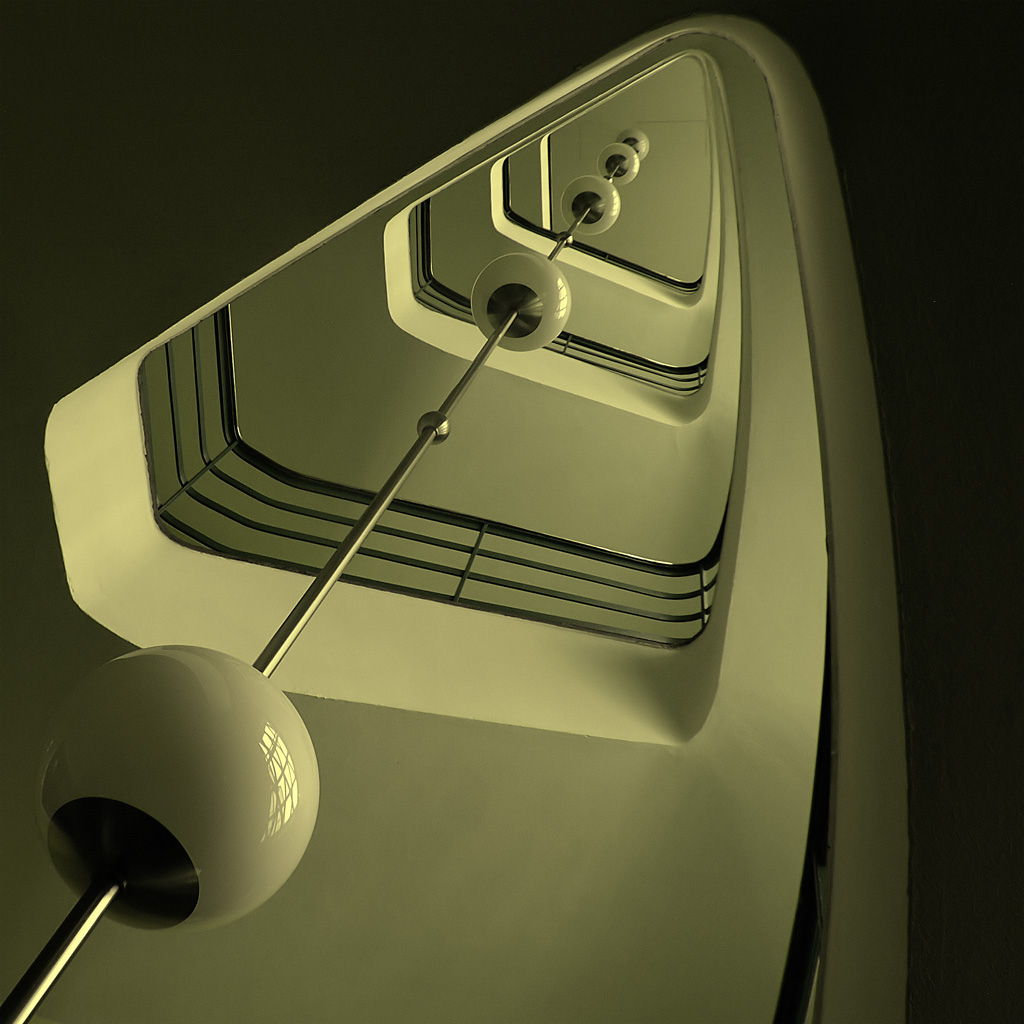
Treppenhaus
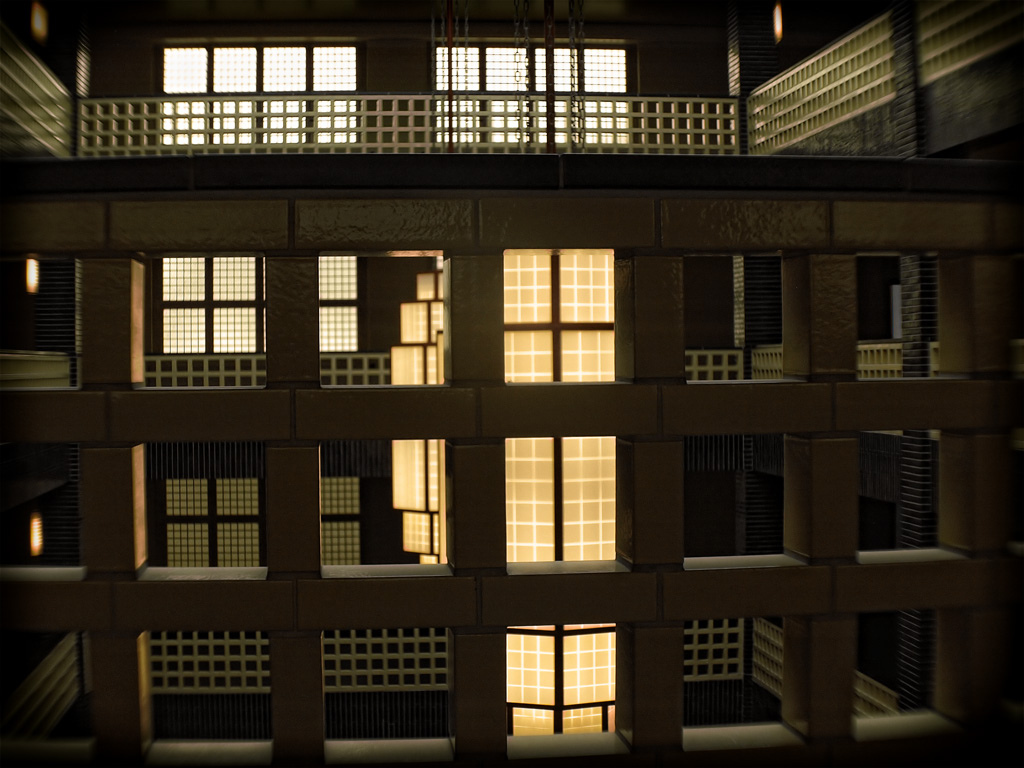
Brüstungen der Galerie im Innenhof
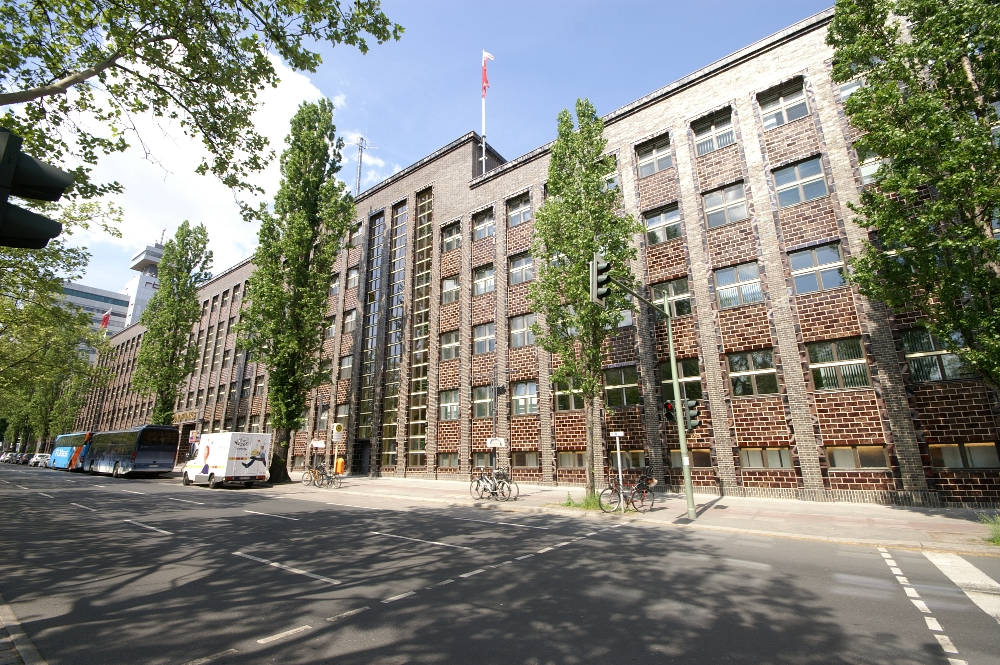
Haus des Rundfunks
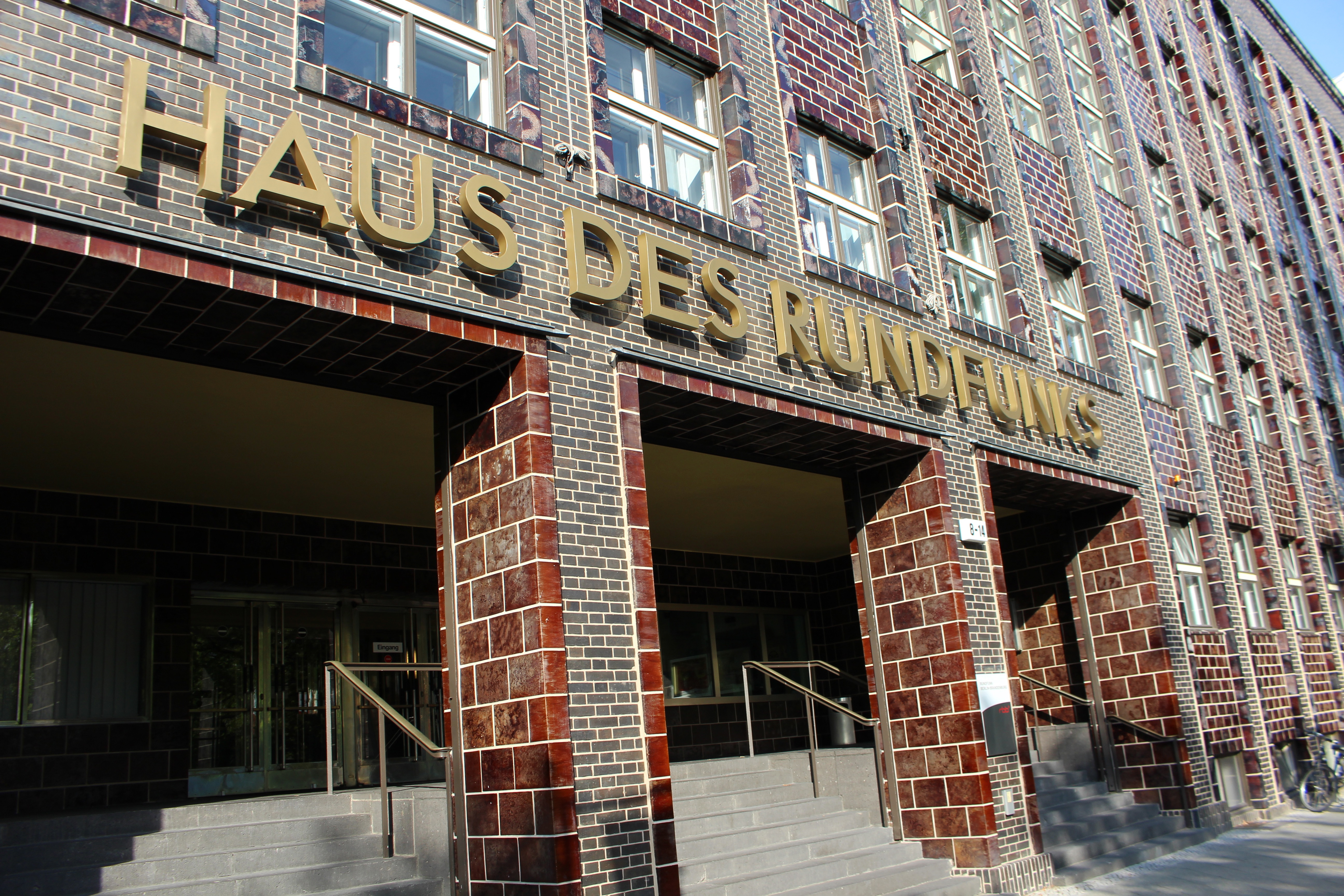
Haupteingang Masurenallee
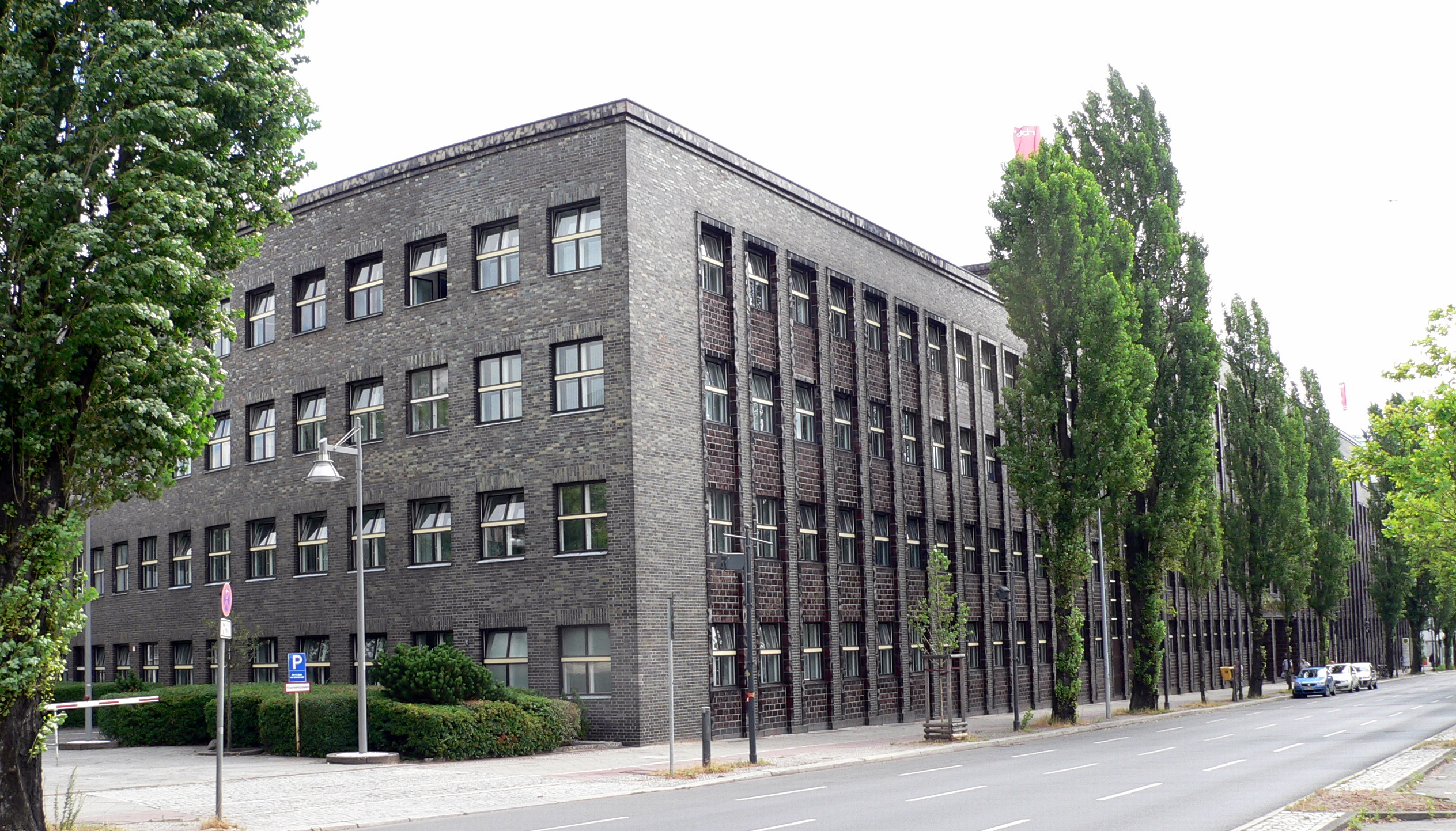
Masurenallee Ecke Bredtschneiderstraße

## Radiofeature
- Wolfgang Bauernfeind: Das Haus des Rundfunks. Eine Geschichte in fünf Kapiteln. In: rbbKultur. 22. Januar 2021.
  - Das Haus des Rundfunks (1/5) – Gründerzeit 1929–1933. (mp3-Audio; 49 MB; 53:20 Minuten)
  - Das Haus des Rundfunks (2/5) – Schicksalsjahre 1933–1945. (mp3-Audio; 50 MB; 54:15 Minuten)
  - Das Haus des Rundfunks (3/5) – Die rote Insel 1945–1952. (mp3-Audio; 50 MB; 54:42 Minuten)
  - Das Haus des Rundfunks (4/5) – Geburtsstunden 1954–1989. (mp3-Audio; 51 MB; 55:30 Minuten)
  - Das Haus des Rundfunks (5/5) – Wege zur Einheit 1989–2009. (mp3-Audio; 51 MB; 55:17 Minuten)